# Kuan tao

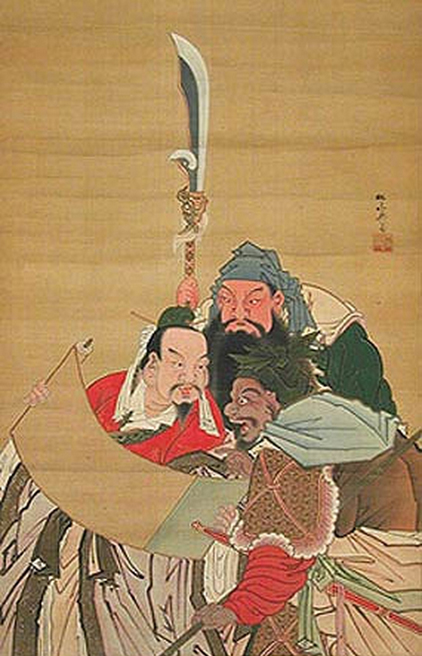
Tři z hrdinů Příběhů Tří říší – Liou Pej, Kuan Jü a Čang Fej. Japonská malba na hedvábí, 18. století.

Kuan tao (čínsky pchin-jinem Guān dāo, znaky zjednodušené 关刀, tradiční 關刀; česky Kuanova čepel), přesněji jen-jüe-tao (čínsky pchin-jinem yǎnyuèdāo, znaky 偃月刀) je tradiční čínská tyčová zbraň s jednostranně broušenou obloukovitě zahnutou poměrně těžkou čepelí (podobné některým typům mačet), někdy s hákem na nebroušené straně čepele. Evropskou analogií této zbraně je kůsa, japonskou naginata.
Název Kuan tao, doslova „Kuanova čepel“ se vztahuje k legendě pocházející z Příběhů Tří říší o vynálezu zbraně generálem Kuan Jüem († 219). Používání zbraně je doloženo od sungské (kdy ji v polovině 11. století popisuje vojenská encyklopedie Wu-ťing cung-jao) do čchingské doby.